# Willy De Bie
Willy Petrus Maximilianus De Bie (Pulle, 26 mei 1933 - Zandhoven, 25 september 2023) was een Belgisch politicus voor de CVP / CD&V. Hij was burgemeester van Zandhoven.

## Levensloop
De Bie werd politiek actief in de aanloop naar de gemeenteraadsverkiezingen van 1958 te Zandhoven en behaalde daarbij aldaar de op een na meeste voorkeurstemmen (enkel toenmalig burgemeester Fernand de Borrekens deed beter). Op 20 januari 1959 legde hij de eed af als gemeenteraadslid. In 1965 werd hij aangesteld als schepen. Na de lokale verkiezingen van 1970 werd hij aangesteld als burgemeester, een mandaat dat hij uitoefende tot de lokale verkiezingen van 2006. In december 2008 verliet hij de lokale politiek op 75-jarige leeftijd.
Op 15 november 1996 werd hij benoemd tot ridder in de Kroonorde.